# 第59届格莱美奖
第59届格莱美奖（英語：The 59th Annual Grammy Awards）颁奖典礼于2017年2月12日晚在美国加利福尼亚州洛杉矶斯台普斯中心举办，颁奖典礼由CBS现场直播。奖项由美国国家录音艺术科学学院主办，奖励前一年内发行的优秀音乐作品以及有突出成就的艺人。在本届格莱美奖中，作品须在2015年10月1日至2016年9月30日之间发行方可获得报名资格。本次颁奖典礼由英国喜剧演员、脱口秀主持人詹姆斯·柯登主持，这是他首次主持这一奖项颁奖典礼，也结束了此前LL Cool J连续五年主持的历史。
本届格莱美奖的部分规则与以往略有变化。各奖项提名于2016年12月6日公布。其中，美国歌手碧昂丝获得九项提名，成为获提名最多的艺人。德雷克、蕾哈娜和坎耶·韦斯特三人分别获得八项提名紧随其后。颁奖当晚，阿黛尔的五项提名全部获奖，囊括年度制作、年度歌曲和年度专辑三项一般类大奖，成为当晚的最大赢家。在前一年逝世的大卫·鲍伊四项提名全部获奖，位居其次。此外，格萊格·科爾斯汀也以制作人和词曲作者的身份获得包括年度非古典类制作人在内的四项大奖。饶舌歌手Chance the Rapper和唱片录音师/混音师汤姆·艾姆赫斯特分别获得三项大奖紧随其后。
本届颁奖典礼由阿黛尔的表演《你好》开场，有孕在身的碧昂丝在典礼中身着金色服装表演了《柠檬特调》中的两首歌曲，两人的表演都获得了高度赞扬。威肯与蠢朋克、艾德·希兰、布鲁诺·马尔斯和Chance the Rapper等人的表演也获得好评。之后阿黛尔第二次上台表演致敬乔治·迈克尔，表演开始后出现失误，随后爆粗叫停要求重新开始表演。阿黛尔因此向观众致歉，称“不能像去年一样”再次出现表演失误，并称自己热爱乔治·迈克尔，“不能给他搞砸了”，之后重新开始表演。这成为典礼上最受关注的瞬间之一。随后Lady Gaga和金属乐队的表演则遭遇麦克风失灵的技术故障，演出效果不及预期。典礼中还致敬了比吉斯、王子等艺人。主持人詹姆斯·柯登在典礼中邀请尼爾·戴門、詹妮弗·洛佩兹、约翰·传奇、提姆·麥克羅和菲丝·希尔等歌手重现了自己的节目“拼车歌唱秀”的场景，被认为类似艾伦·德杰尼勒斯在第86屆奧斯卡金像獎上的自拍。双人乐队二十一名飞行员获得“最佳流行组合/团体表演”的奖项，在颁奖时脱下裤子，只穿内裤登台接受奖项，称这是两人在未成名时互相许下的诺言，并表示“任何地方的任何人都能做成任何事”。这也成为当晚的一个难忘时刻。
颁奖典礼中有不少歌手借机表达政治观点。说唱组合探索一族和歌手巴斯达韵在表演中公开讽刺新上任不久的总统唐纳德·川普，并在表演最后邀请不同种族的人上台高呼“抗争”（"Resist"），表示对川普的不满。詹妮弗·洛佩兹在颁奖时则引用了美国文学家托妮·莫里森的话，称“我们比以往任何时候都更需要表达出自己的声音”；凯蒂·派瑞在表演中佩戴写有“坚持”（"Persist"）的手环，并在大屏幕上投射出美国宪法的图像；碧昂丝在获奖感言中称要“直面我们不愿讨论的问题”，希望“每个种族的孩子”都能“发现自己的美丽”，亦有艺人在红毯或颁奖时表达了对种族平权、女权运动和跨性别权利的支持。录音艺术科学学院主席尼尔·波特诺也在典礼中称音乐让人团结，并呼吁总统支持国家的艺术发展。
颁奖典礼前呼声甚高的碧昂丝在本届大奖中仅获两座奖杯，在最重要的一般类领域中颗粒无收，也引发了争议。碧昂丝此前数张专辑都获得极高的评价，但屡屡错失“年度专辑”大奖；此次的专辑《柠檬特调》更是被称为“拓宽了流行音乐的边界”，阿黛尔本人也坦承碧昂丝比她更应该获得此项大奖。同时媒体指出，此前20年中仅有两位黑人艺人获得过年度专辑的大奖，肯德里克·拉马尔、弗兰克·奥申等黑人歌手都曾在呼声极高的情况下落败给白人歌手。这一现象引发了争议，一些媒体和音乐人指出格莱美奖评审带有“种族偏见”。奥申在此前之前已经表达不满，因此在本届大奖中拒绝报名提交自己的作品。但录音艺术科学学院主席尼尔·波特诺回应称格莱美奖“不存在种族问题”，称评审过程中不考虑“种族、性别、风格和年龄”等因素，竞争激烈是正常的现象；新闻网站Vox分析认为这两张专辑都十分优秀，《25》销量远超《柠檬特调》，而后者的乐评评分明显高于《25》，二者竞争十分激烈，碧昂丝更多是因票源分散而落败。Vox认为《柠檬特调》兼具流行和嘻哈风格，目标群体与另两张提名专辑《Purpose》和《Views》重合，因此这两张专辑分走了大量票源；《25》的成人当代风格在五张提名专辑中相对竞争较小，因此占据上风。
MusiCares年度人物将于格莱美颁奖前两天的2月10日颁发给美国摇滚音乐家汤姆·佩蒂，这项奖项作为“格莱美周”的一部分，与格莱美奖同样由美国国立录音艺术科学学院颁发。

## 规则变化
国家录音艺术科学学院于2016年6月公布本届格莱美奖的规则将做出如下变化：
流媒体独占发行的作品将获得报名资格。此前，作品必须通过传统零售商发行或通过第三方在线零售商提供数字下载才可报名参加评选。自本届格莱美奖起，仅通过流媒体发行的作品也可获得报名资格。提交报名的流媒体独占发行作品需通过流媒体音乐提供商在全美范围内发行。满足条件的提供商必须在报名截止日期之前已经成立至少一年，且应有付费订阅、完整流派的音乐目录、在线流媒体点播或有限的下载服务。例如仅在Spotify、Apple Music、Tidal或Google Play上发行的作品都可报名，但不提供点播功能的Pandora電台和上线不满一年的SoundCloud Go则不符合要求。仅在YouTube等免费平台上发行的作品以及只提供某种特定音乐流派的小众流媒体平台上的独占作品亦不符合报名资格。
最佳新人奖项的入围资格也有所变动。本届格莱美奖之前，艺人或团体必须在评审有效期内发行一张完整专辑才可获得最佳新人的报名资格。自本届起，仅发行过单曲或歌曲的艺人及团体也将获得入围资格。最佳新人奖项中的艺人或团体应当在前一年内首次获得大众认可，并对音乐产业产生影响。满足报名条件的艺人或团体应当发行至少5支单曲或歌曲，或至少发行一张专辑，但最多不能超过30支单曲/歌曲或三张专辑。艺人或团体若曾入围此奖项三次，则将不再有资格第四次入围，其中包括曾以团体成员身份入围，但在前一年获得独唱事业突破的个人。
饶舌类中的奖项“最佳饶舌/演唱合作”（Best Rap/Sung Collaboration）更改为“最佳饶舌/演唱表演”（Best Rap/Sung Performance）。更改前，这一奖项仅接受饶舌艺人和演唱艺人之间的合作作品，更名之后则开始接受独唱艺人在一首作品中独立完成饶舌和演唱部分。
其他部分奖项规则也有一定的修改。在美国本土音乐类，本届奖项将“最佳蓝调专辑”拆分成互不重合的“最佳传统蓝调专辑”和“最佳当代蓝调专辑”两个奖项。“最佳合唱表演”和“最佳爵士演唱专辑”提名的人数和获提名人的身份也有所变化。此外本届格莱美奖中，接受已逝者作品提名的奖项比以往有所减少。

## 表演和出场嘉宾

### 现场表演

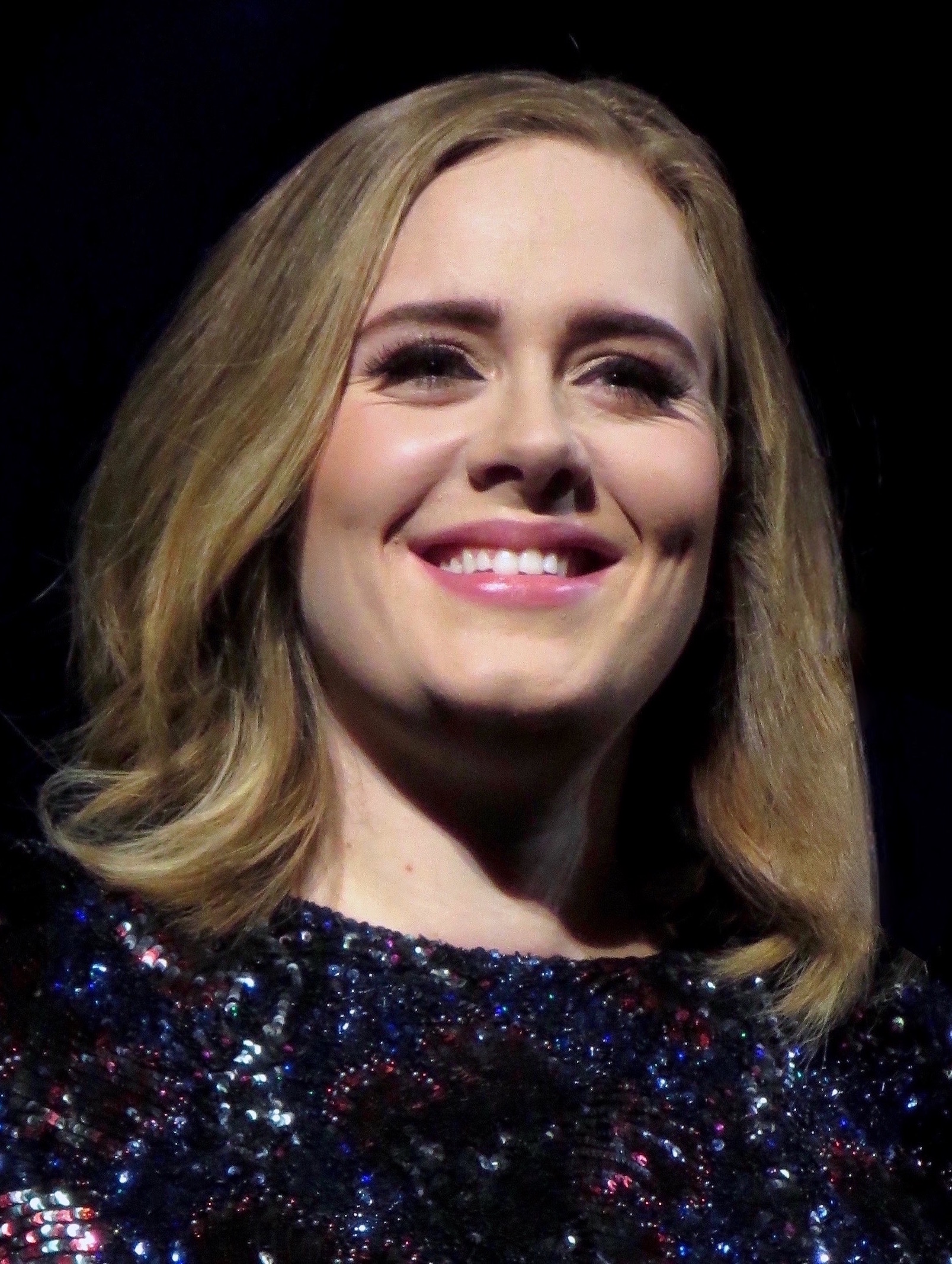
阿黛尔在本届获得年度制作、年度歌曲和年度专辑等5项大奖，并在典礼上开场表演

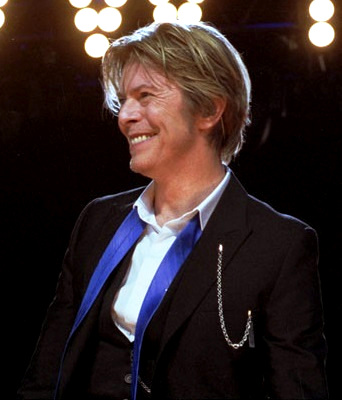
英国歌手大卫·鲍伊在本届收获4项大奖

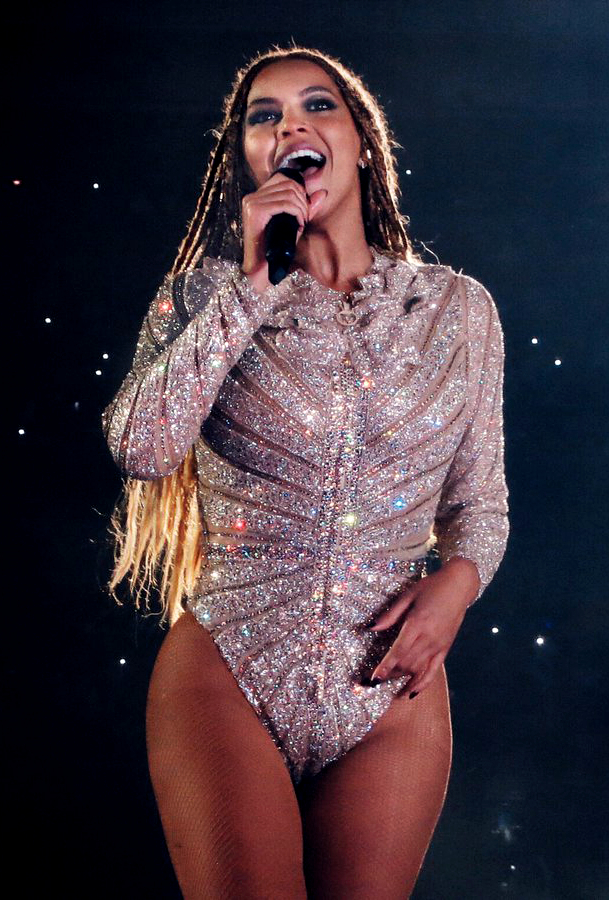
美国歌手碧昂丝在本届收获9项提名，在典礼上的演出也获得好评

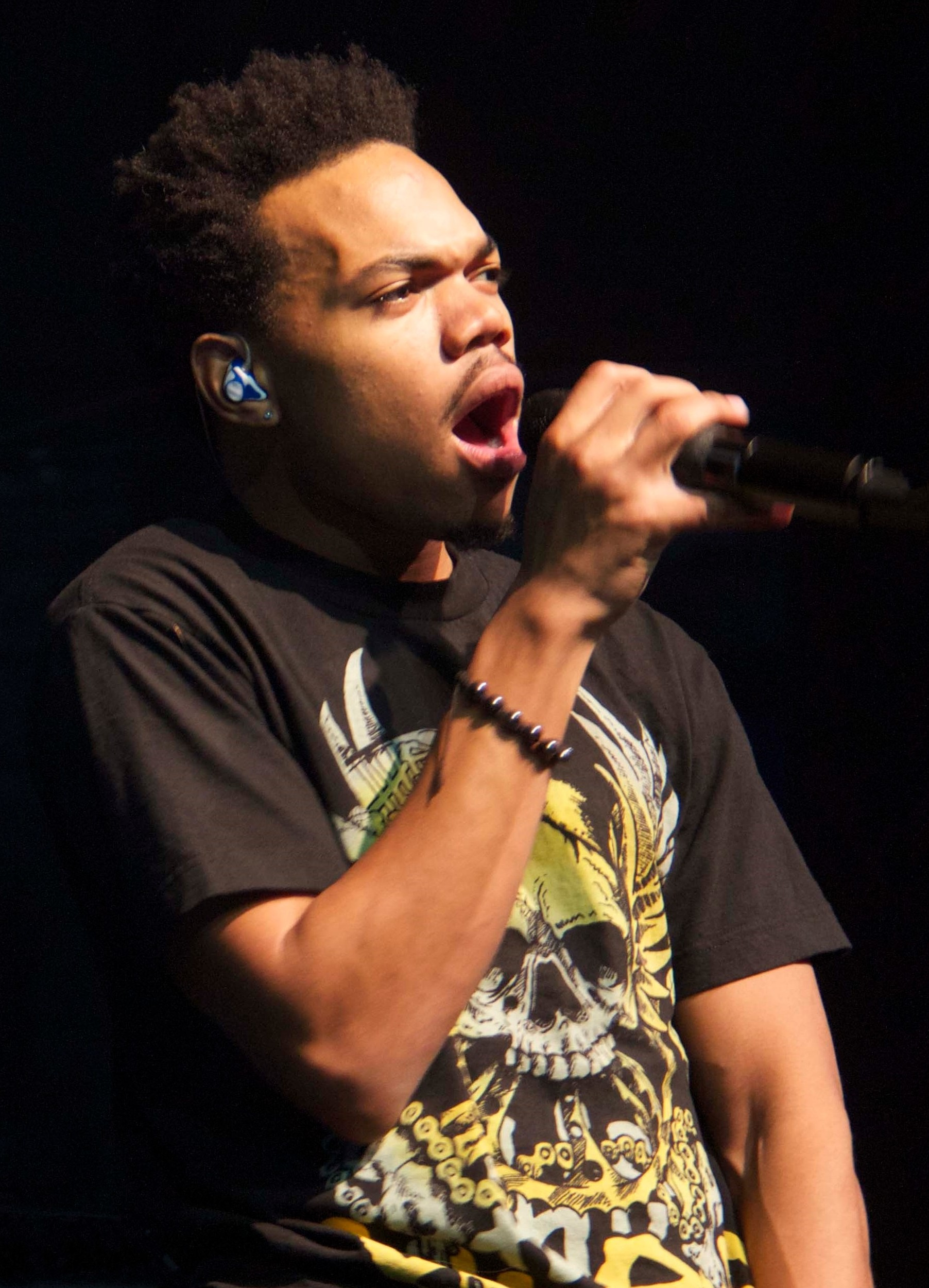
Chance The Rapper在本届收获最佳新人等3项大奖

| 表演艺人                                                           | 演出歌曲                                                               |
| ------------------------------------------------------------------ | ---------------------------------------------------------------------- |
| 阿黛尔                                                             | Hello                                                                  |
| 威肯 蠢朋克                                                        | Starboy I Feel It Coming                                               |
| 凯斯·艾尔本 凯莉·安德伍德                                          | The Fighter                                                            |
| 艾德·希兰                                                          | Shape of You                                                           |
| 盧卡斯·葛拉漢樂團 凱爾茜·巴勒里尼                                  | 7 Years Peter Pan                                                      |
| 碧昂丝                                                             | Love Drought Sandcastles                                               |
| 布鲁诺·马尔斯                                                      | That's What I Like                                                     |
| 凯蒂·派瑞 斯基普·马利                                              | Chained to the Rhythm                                                  |
| 威廉·贝尔 小加里·克拉克                                            | Born Under a Bad Sign                                                  |
| 玛伦·莫里斯 艾莉西亚·凯斯                                          | Once                                                                   |
| 阿黛尔                                                             | （致敬乔治·迈克尔） Fastlove                                           |
| 金属乐队 Lady Gaga                                                 | Moth into Flame                                                        |
| 斯德吉尔·辛普森 The Dap-Kings                                      | All Around You                                                         |
| 黛米·洛瓦托 安德拉·黛 托莉·凯利 小大城                             | （致敬比吉斯） Stayin' Alive Tragedy How Deep Is Your Love Night Fever |
| 探索一族 安德森·帕克 巴斯达韵 Consequence                          | Award Tour Movin Backwards We the People....                           |
| The Time 布鲁诺·马尔斯                                             | （致敬王子） Jungle Love The Bird Let's Go Crazy                       |
| Pentatonix                                                         | ABC                                                                    |
| Chance the Rapper 柯克·富兰克林 Francis and the Lights Tamela Mann | How Great All We Got                                                   |
| 约翰·传奇 辛西婭‧艾利沃                                            | （致敬前一年中逝世的音乐家） God Only Knows                            |

### 颁奖嘉宾
- 詹妮弗·洛佩兹 – 颁发最佳新人
- 帕里斯·杰克逊 – 介绍威肯和傻朋克出场表演
- 约翰·特拉沃尔塔 – 介绍凯斯·艾尔本和卡麗·安德伍出场表演
- 尼克·強納斯  – 颁发“最佳流行组合/团体表演”
- 凱薩琳·麥菲和老菸槍雙人組 – 颁发“最佳摇滚歌曲”
- 瑞安·西克雷斯特 – 介绍盧卡斯·葛拉漢樂團和凱爾茜·巴勒里尼出场表演
- 蒂娜·诺尔斯（英语：Tina Knowles） – 介绍碧昂絲出场表演
- 卡蜜拉·卡貝羅和托馬斯·瑞特 – 颁发“最佳乡村歌手表演”
- 小大城（英语：Little Big Town） – 介绍凱蒂·佩芮和斯基普·马利出场表演
- 威廉·贝尔（英语：William Bell (singer)）和小加里·克拉克（英语：Gary Clark Jr.） - 表演并颁发“最佳当代都市乐专辑”
- 吉娜·羅德里奎 – 介绍玛伦·莫里斯和艾莉西亚·凯斯出场表演
- 泰拉姬·P·漢森 – 颁发“最佳饶舌专辑”
- 拉维恩·考克斯 – 介绍金属乐队和Lady Gaga出场表演
- 杜威·約肯（英语：Dwight Yoakam） – 介绍斯德吉尔·辛普森（英语：Sturgill Simpson）出场表演
- DNCE – 介绍黛咪·洛瓦特、托蕾·凯莉、小大城（英语：Little Big Town）和安德拉·戴出场表演
- 席琳·狄翁 – 颁发“年度歌曲”
- 索兰芝（英语：Solange Knowles） – 介绍 探索一族和安德森·帕克（英语：Anderson Paak）出场表演
- 海尔茜和杰森·德鲁罗 – 介绍Chance the Rapper和柯克·富兰克林（英语：Kirk Franklin）出场表演
- 提姆·麥克羅和菲丝·希尔 – 颁发“年度制作”和“年度专辑”

参考来源：

## 奖项及提名
本届格莱美奖中仅有在2015年10月1日至2016年9月30日之间发行的作品拥有报名资格。最终的提名于2016年12月6日公布，其中四大一般类奖项的提名由前一年最佳新人得主梅根·崔娜在CBS早间节目中直播公布，其他奖项提名则随后刊登在格莱美奖官方网站上。以下列出各奖项的提名和获奖名单，包括被提名的作品和被提名人，括号中的人名和作品名不是相应奖项的提名对象。最终获奖者以粗体显示。

### 一般类
年度制作
- 《Hello》 - 愛黛兒
  - 制作人：格萊格·科爾斯汀；录音/混音：Julian Burg, Tom Elmhirst, Emile Haynie, Greg Kurstin, Liam Nolan, Alex Pasco & Joe Visciano；母带工程师：Tom Coyne & Randy Merrill
- 《Formation》 - 碧昂丝
  - 制作人：Beyoncé Knowles, Mike Will Made-It & Pluss；录音/混音：Jaycen Joshua & Stuart White；母带工程师：Dave Kutch
- 《7 Years》 - 盧卡斯·葛拉漢樂團
  - 制作人：Future Animals & Pilo；录音/混音：Delbert Bowers, Sebastian Fogh, Stefan Forrest & David LaBrel；母带工程师：Tom Coyne
- 《Work》 - 蕾哈娜 feat. 德雷克
  - 制作人：Boi-1da；录音/混音：Noel "Gadget" Campbell, Kuk Harrell, Manny Marroquin, Noah "40" Shebib & Marcos Tovar；母带工程师：Chris Gehringer
- 《Stressed Out》 - 二十一名飞行员
  - 制作人：Mike Elizondo & Tyler Joseph；录音/混音：Neal Avron & Adam Hawkins；母带工程师：Chris Gehringer

年度专辑
- 《25》 - 阿黛尔
  - 制作人：Danger Mouse, Samuel Dixon, Paul Epworth, 格萊格·科爾斯汀, Max Martin, Ariel Rechtshaid, Shellback, The Smeezingtons & 莱恩·泰德；录音/混音：Julian Burg, Austen Jux Chandler, Cameron Craig, Samuel Dixon, Tom Elmhirst, Declan Gaffney, Serban Ghenea, John Hanes, Jan Holzner, Michael Ilbert, Chris Kasych, 格萊格·科爾斯汀, Charles Moniz, Emile Haynie Liam Nolan, Alex Pasco, Joe Visciano, Mike Piersante, Ariel Rechtshaid, Rich Rich, Dave Schiffman & Matt Wiggins；母带工程师：Tom Coyne & Randy Merrill
- 《Lemonade》 - 碧昂丝
  - 合作艺人：詹姆斯·布雷克（英语：James Blake (musician)）、肯德里克·拉马尔、威肯、杰克·怀特；制作人：Vincent Berry II, Ben Billions, James Blake, BOOTS, Jonny Coffer, Dannyboystyles, Michael Dean, Alex Delicata, Diplo, Derek Dixie, Kevin Garrett, Diana Gordon, HazeBanga, Hit-Boy, Just Blaze, King Henry, Beyoncé Knowles, Ezra Koenig, Jeremy McDonald, MeLo-X, Mike Will Made-It, Pluss & Jack White；录音/混音：Mike Dean, Jaycen Joshua, Greg Koller, Tony Maserati, Lester Mendoza, Vance Powell, Joshua V. Smith & Stuart White；母带工程师：Dave Kutch
- 《Purpose》 - 贾斯汀·比伯
  - 合作艺人：大肖恩、迪波洛、海尔茜、特拉維斯·斯科特、史奇雷克斯；制作人：The Audibles, Axident, Justin Bieber, Big Taste, Benny Blanco, Blood, Jason "Poo Bear" Boyd, Scott "Scooter" Braun, Mike Dean, Diplo, Gladius, Nico Hartikainen, Mark "The Mogul" Jackson, Steve James, Ian Kirkpatrick, Maejor, MdL, Skrillex, Jeremy Snyder & @ S O U N D Z；录音/混音：Simon Cohen, Diplo, Mark "Exit" Goodchild, Josh Gudwin, Jaycen Joshua, Manny Marroquin, Chris 'Tek' O'Ryan, Johannes Rassina, Gregg Rominiecki, Chris Sclafani, Skrillex, Dylan William & Andrew Wuepper；母带工程师：Tom Coyne & Randy Merrill
- 《Views》 - 德雷克
  - 合作艺人：dvsn、未来小子、Kyla、PartyNextDoor、蕾哈娜、Wizkid；制作人：Brian Alexander-Morgan, Axlfoliethc, Beat Bully, Boi-1Da, Cardo, Dwayne "Supa Dups" Chin-Quee, Daxz, DJ Dahi, Frank Dukes, Maneesh, Murda Beatz, Nineteen85, Ricci Riera, Allen Ritter, Noah "40" Shebib, Southside, Sevn Thomas, Jordan Ullman, Kanye West, Wizkid & Young Exclusive；录音/混音：Noel Cadastre, Noel "Gadget" Campbell, Seth Firkins, David "Prep" Bijan Huges & Noah "40" Shebib；母带工程师：Chris Athens
- 《A Sailor's Guide To Earth》 - 斯德吉爾·辛普森（英语：Sturgill Simpson）
  - 制作人：Sturgill Simpson；录音/混音：Geoff Allan, David Ferguson & Sean Sullivan；母带工程师：Gavin Lurssen

年度歌曲
- 《Hello》
  - 词曲作者：阿黛尔·亚德金斯 & 格萊格·科爾斯汀 （阿黛尔演唱）
- 《Formation》
  - 词曲作者：Khalif Brown、Asheton Hogan、碧昂丝·诺利斯 & Michael L. Williams II （碧昂丝演唱）
- 《I Took A Pill In Ibiza》
  - 词曲作者：麦克·波斯纳 （麦克·波斯纳演唱）
- 《Love Yourself》
  - 词曲作者：贾斯汀·比伯、Benjamin Levin & 艾德·希兰 （贾斯汀·比伯演唱）
- 《7 Years》
  - 词曲作者：Lukas Forchhammer、Stefan Forrest、Morten Pilegaard & Morten Ristorp （盧卡斯·葛拉漢樂團演唱）

最佳新人
- 饒舌者錢斯
- 凱爾茜·巴勒里尼
- 瑪倫·莫里斯
- 安德森·帕克（英语：Anderson Paak）
- 老菸槍雙人組

### 流行类
最佳流行表演
- 《Hello》 - 阿黛尔
- 《Hold Up》 - 碧昂丝
- 《Love Yourself》 - 贾斯汀·比伯
- 《Piece By Piece (Idol Version)》 - 凱莉·克萊森
- 《Dangerous Woman》 - 爱莉安娜·格兰德

最佳流行组合/团体表演
- 《Stressed Out》 - 二十一名飞行员
- 《Closer》 - 老菸槍雙人組 feat. 海尔茜
- 《7 Years》 - 盧卡斯·葛拉漢樂團
- 《Work》 - 蕾哈娜 feat. 德雷克
- 《Cheap Thrills》 - 希雅 feat. 尚恩·保罗

最佳传统流行演唱专辑
- 《Summertime: Willie Nelson Sings Gershwin》 - 威利·尼爾森
- 《Cinema》 - 安德烈·波切利
- 《Fallen Angels》 - 鲍勃·迪伦
- 《Stages Live》 - 喬許·葛洛班
- 《Encore: Movie Partners Sing Broadway》 - 芭芭拉·史翠珊

最佳流行演唱专辑
- 《25》 - 阿黛尔
- 《Purpose》 - 贾斯汀·比伯
- 《Dangerous Woman》 - 爱莉安娜·格兰德
- 《Confident》 - 黛米·洛瓦托
- 《This Is Acting》 - 希雅

### 舞曲/电子音乐类
最佳舞曲錄製
- 《Don't Let Me Down》 -  老菸槍雙人組 feat. 黛雅
  - 制作人：老菸槍雙人組；混音：Jordan Young

- 《Tearing Me Up》 - 鲍勃·摩西（英语：Bob Moses (band)）
  - 制作人：鲍勃·摩西；混音：Mark 'Spike' Stent
- 《Never Be Like You》 - Flume（英语：Flume (musician)） feat. Kai
  - 制作人：哈利·斯特雷滕（英语：Flume (musician)）；混音：Eric J Dubowsky
- 《Rinse & Repeat》 - Riton（英语：Riton (musician)） feat. Kah-Lo
  - 制作人：Riton；混音：Wez Clarke
- 《Drinkee》 - Sofi Tukker（英语：Sofi Tukker）
  - 制作人：Sofi Tukker；混音：Bryan Wilson

最佳舞曲/电子音乐专辑
- 《Skin》 - Flume（英语：Flume (musician)）
- 《Electronica 1: The Time Machine》 - 让-米歇尔·雅尔
- 《Epoch》 - Tycho（英语：Tycho (musician)）
- 《Barbara Barbara, We Face A Shining Future》 - 地底世界樂團（英语：Underworld (band)）
- 《Louie Vega Starring...XXVIII》 - 小路易·维加（英语：Little Louie Vega）

### 当代器乐类
最佳当代器乐专辑
- 《Culcha Vulcha》 - Snarky Puppy
- 《Human Nature》 - 赫伯·亞柏特（英语：Herb Alpert）
- 《When You Wish Upon A Star》 - 比爾·佛雷賽（英语：Bill Frisell）
- 《Way Back Home: Live From Rochester, NY》 - 史提夫·蓋德樂團（英语：Steve Gadd）
- 《Unspoken》 - 查克·羅伯（英语：Chuck Loeb）

### 摇滚类
最佳摇滚表演
- 《Blackstar》 - 大卫·鲍伊
- 《Joe (Live From Austin City Limits)》 - 阿拉巴馬州顫抖樂團（英语：Alabama Shakes）
- 《Don't Hurt Yourself》 - 碧昂丝 feat. 杰克·怀特
- 《The Sound Of Silence (Live On Conan)》 - 騷動樂團（英语：Disturbed (band)）
- 《Heathens》 - 二十一名飞行员

最佳金属乐表演
- 《Dystopia》 - 麦加帝斯
- 《Shock Me》 - Baroness（英语：Baroness (band)）
- 《Silvera》 - 哥斯拉樂團
- 《Rotting In Vain》 - Korn
- 《The Price Is Wrong》 - 無邊幾何樂團（英语：Periphery (band)）

最佳摇滚歌曲
- 《Blackstar》
  - 词曲作者：大卫·鲍伊 （大卫·鲍伊演唱）
- 《Burn The Witch》
  - 词曲作者：电台司令 （电台司令演唱）
- 《Hardwired》
  - 词曲作者：詹姆斯·海特菲尔德、拉尔斯·乌尔里希 （金属乐队演唱）
- 《Heathens》
  - 词曲作者：泰勒·约瑟夫 （二十一名飞行员演唱）
- 《My Name Is Human》
  - 词曲作者：Rich Meyer, Ryan Meyer & Johnny Stevens （高度嫌疑樂團（英语：Highly Suspect）演唱）

最佳搖滾專輯
- 《Tell Me I'm Pretty》 - 困獸樂團（英语：Cage The Elephant）
- 《California》 - 眨眼182
- 《Magma》 - 哥斯拉樂團
- 《Death Of A Bachelor》 - Panic! At The Disco
- 《Weezer》 - 威瑟樂團

### 另类音乐类
另類音樂專輯
- 《Blackstar》 - 大卫·鲍伊
- 《22, A Million》 - 美好冬季樂團
- 《The Hope Six Demolition Project》 - PJ哈维（英语：PJ Harvey）
- 《Post Pop Depression》 - 伊基·波普
- 《A Moon Shaped Pool》 - 电台司令

### 节奏布鲁斯类
最佳节奏布鲁斯表演
- 《Cranes In The Sky》 - 索蘭芝（英语：Solange Knowles）
- 《Turnin' Me Up》 - BJ The Chicago Kid（英语：BJ The Chicago Kid）
- 《Permission》 - 羅·詹姆士（英语：Ro James）
- 《I Do》 - 音樂頑童（英语：Musiq Soulchild）
- 《Needed Me》 - 蕾哈娜

最佳传统节奏布鲁斯表演
- 《Angel》 - 萊拉·海瑟薇（英语：Lalah Hathaway）
- 《The Three Of Me》 - 威廉·貝爾（英语：William Bell (singer)）
- 《Woman's World》 - BJ The Chicago Kid（英语：BJ The Chicago Kid）
- 《Sleeping With The One I Love》 - 范塔莎
- 《Can't Wait》 - 吉尔·斯科特

最佳节奏布鲁斯歌曲
- 《Lake By The Ocean》
  - 词曲作者：Hod David & Musze （馬克斯韋爾（英语：Maxwell (musician)）演唱）
- 《Come See Me》
  - 词曲作者：J. Brathwaite、奧布瑞·格瑞漢 & Noah Shebib （PartyNextDoor feat. 德雷克演唱）
- 《Exchange》
  - 词曲作者：Michael Hernandez & 布莱森·提勒 （布莱森·提勒演唱）
- 《Kiss It Better》
  - 词曲作者：Jeff Bhasker、羅賓·芬蒂、John-Nathan Glass & Natalia Noemi （蕾哈娜演唱）
- 《Luv》
  - 词曲作者：Magnus August Høiberg、Benjamin Levin & Daystar Peterson （泰瑞·藍茲演唱）

最佳当代都市乐专辑
- 《Lemonade》 - 碧昂丝
- 《Ology》 - Gallant（英语：Gallant (singer)）
- 《We Are King》 - KING
- 《Malibu》 - 安德森·.帕克（英语：Anderson Paak）
- 《Anti》 - 蕾哈娜

最佳节奏布鲁斯专辑
- 《Lalah Hathaway Live》 - 萊拉·海瑟薇（英语：Lalah Hathaway）
- 《In My Mind》 - BJ The Chicago Kid（英语：BJ The Chicago Kid）
- 《Velvet Portraits》 - 特拉斯·马丁（英语：Terrace Martin）
- 《Healing Season》 - 嶄新合唱團（英语：Mint Condition）
- 《Smoove Jones》 - 美雅

### 饶舌类
最佳饶舌表演
- 《No Problem》 - Chance the Rapper feat. 小韦恩 & 雙鍊大師（英语：2 Chainz）
- 《Panda》 - Desiigner
- 《Pop Style》 - 德雷克 feat. The Throne
- 《All The Way Up》 - 肥仔喬（英语：Fat Joe） & 蕾咪‧瑪（英语：Remy Ma） feat. 法蘭奇·蒙大拿（英语：French Montana） & Infared
- 《That Part》 - ScHoolboy Q（英语：Schoolboy Q） feat. 坎耶·韦斯特

最佳饶舌/演唱表演
- 《Hotline Bling》 - 德雷克
- 《Freedom》 - 碧昂丝 feat. 肯德里克·拉马尔
- 《Broccoli》 - D.R.A.M. feat. Lil Yachty
- 《Ultralight Beam》 - 坎耶·韦斯特 feat. Chance the Rapper、凱利·普萊斯（英语：Kelly Price）、柯克·富蘭克林（英语：Kirk Franklin） & The-Dream
- 《Famous》 - 坎耶·韦斯特 feat. 蕾哈娜

最佳饶舌歌曲
- 《Hotline Bling》
  - 词曲作者：奥布瑞·格瑞汉 & Paul Jefferies （德雷克演唱）
- 《All The Way Up》
  - 词曲作者：Joseph Cartagena（英语：Fat Joe）, Edward Davadi, Shandel Green, Karim Kharbouch（英语：French Montana）, Andre Christopher Lyon,Reminisce Mackie（英语：Remy Ma） & Marcello Valenzano （肥仔喬（英语：Fat Joe） & 蕾咪‧瑪（英语：Remy Ma） feat. 法蘭奇·蒙大拿（英语：French Montana） & Infared演唱）
- 《Famous》
  - 词曲作者：Chancelor Bennett, Ross Birchard, Ernest Brown, Andrew Dawson, Kasseem Dean, Mike Dean, Noah Goldstein, Kejuan Muchita, Patrick Reynolds, 坎耶·韦斯特 & Cydel Young （坎耶·韦斯特 feat. 蕾哈娜演唱）
- 《No Problem》
  - 词曲作者：Chancelor Bennett、德维恩·卡特 & Tauheed Epps（英语：2 Chainz） （Chance the Rapper feat. 小韦恩 & 雙鍊大師（英语：2 Chainz）演唱）
- 《Ultralight Beam》
  - 词曲作者：Chancelor Bennett, Kasseem Dean, Mike Dean, 柯克·富蘭克林（英语：Kirk Franklin）, Noah Goldstein, Samuel Griesemer, 特琉斯·纳什, Jerome Potter, 凱利·普萊斯（英语：Kelly Price）, Nico "Donnie Trumpet" Segal, Derek Watkins, 坎耶·韦斯特 & Cydel Young （坎耶·韦斯特 feat. Chance the Rapper、凱利·普萊斯（英语：Kelly Price）、柯克·富蘭克林（英语：Kirk Franklin） & The-Dream演唱）

最佳饶舌专辑
- 《Coloring Book》 - Chance the Rapper
- 《And The Anonymous Nobody》 - De La Soul
- 《Major Key》 - DJ 哈立德
- 《Views》 - 德雷克
- 《Blank Face LP》 - ScHoolboy Q（英语：Schoolboy Q）
- 《The Life Of Pablo》 - 坎耶·韦斯特

### 乡村类
最佳乡村歌手表演
- 《My Church》 - 玛伦·莫里斯
- 《Love Can Go To Hell》 - 布兰迪·克拉克（英语：Brandy Clark）
- 《Vice》 - 米兰达·兰伯特
- 《Church Bells》 - 卡麗·安德伍
- 《Blue Ain't Your Color》 - 凯斯·艾尔本

最佳乡村组合/团体表演
- 《Jolene》 - Pentatonix feat. 桃莉·巴頓
- 《Different For Girls》 - 德克斯·本特利 feat. 艾麗·金
- 《21 Summer》 - 奧斯本兄弟（英语：Brothers Osborne）
- 《Setting The World On Fire》 - 肯尼·薛士尼 & 粉红佳人
- 《Think Of You》 - 克里斯·揚与卡莎蒂·普

最佳乡村歌曲
- 《Humble And Kind》
  - 词曲作者：Lori McKenna （提姆·麥克羅演唱）
- 《Blue Ain't Your Color》
  - 词曲作者：Clint Lagerberg, Hillary Lindsey & Steven Lee Olsen （凯斯·艾尔本演唱）
- 《Die A Happy Man》
  - 词曲作者：Sean Douglas, 托馬斯·瑞特 & Joe Spargur （托馬斯·瑞特演唱）
- 《My Church》
  - 词曲作者：busbee & 玛伦·莫里斯 （玛伦·莫里斯演唱）
- 《Vice》
  - 词曲作者：米兰达·兰伯特, Shane McAnally & Josh Osborne （米兰达·兰伯特演唱）

最佳乡村专辑
- 《A Sailor's Guide To Earth》 - 斯德吉尔·辛普森（英语：Sturgill Simpson）
- 《Big Day In A Small Town》 - 布兰迪·克拉克（英语：Brandy Clark）
- 《Full Circle》 - 洛麗泰·林恩（英语：Loretta Lynn）
- 《Hero》 - 玛伦·莫里斯
- 《Ripcord》 - 凯斯·艾尔本

### 新世纪音乐类
最佳新世纪音乐专辑
- 《White Sun II》 - White Sun
- 《Orogen》 - 约翰·伯克（英语：John Burke (American pianist)）
- 《Dark Sky Island》 - 恩雅
- 《Inner Passion》 - 彼得·凱特（英语：Peter Kater） & 郭婷娜
- 《Rosetta》 - 范吉利斯

### 爵士类
最佳爵士即兴独奏
- 《I'm So Lonesome I Could Cry》
  - 独奏：約翰·斯科菲爾德（英语：John Scofield）
- 《Countdown》
  - 独奏：乔伊·亚历山大（英语：Joey Alexander）
- 《In Movement》
  - 独奏：拉维·柯川
- 《We See》
  - 独奏：弗雷德·赫希（英语：Fred Hersch）
- 《I Concentrate On You》
  - 独奏：布拉德·梅爾道（英语：Brad Mehldau）

最佳爵士演唱专辑
- 《Take Me To The Alley》 - 格里哥利·波特（英语：Gregory Porter）
- 《Sound Of Red》 - 勒內·馬里（英语：René Marie）
- 《Upward Spiral》 - 布兰福特·马萨里斯四重奏（英语：Branford Marsalis Quartet）与特别嘉宾庫特‧艾靈（英语：Kurt Elling）
- 《Harlem On My Mind》 - 凱瑟琳·羅素（英语：Catherine Russell (singer)）
- 《The Sting Variations》 - 提兒妮·莎頓樂團（英语：Tierney Sutton）

最佳爵士演奏专辑
- 《Country For Old Men》 - 約翰·斯科菲爾德（英语：John Scofield）
- 《Book Of Intuition》 - 肯尼·巴隆三重奏（英语：Kenny Barron）
- 《Dr. Um》 - 彼得·厄斯金（英语：Peter Erskine）
- 《Sunday Night At The Vanguard》 - 弗雷德·赫希三重奏（英语：Fred Hersch）
- 《Nearness》 - 約書亞·雷德曼（英语：Joshua Redman） & 布拉德·梅爾道（英语：Brad Mehldau）

最佳爵士大乐队专辑
- 《Presidential Suite: Eight Variations On Freedom》 - Ted Nash Big Band
- 《Real Enemies》 - Darcy James Argue's Secret Society（英语：Darcy James Argue）
- 《MONK'estra, Vol. 1》 - 約翰·比斯利（英语：John Beasley (musician)）
- 《Kaleidoscope Eyes: Music Of The Beatles》 - 約翰·達韋爾薩
- 《All L.A. Band》 - 鮑勃·明澤（英语：Bob Mintzer）

最佳拉丁爵士专辑
- 《Tribute To Irakere: Live In Marciac》 - 丘乔·巴尔德斯（英语：Chucho Valdés）
- 《Entre Colegas》 - 安迪·岡薩雷斯（英语：Andy González (musician)）
- 《Madera Latino: A Latin Jazz Perspective On The Music Of Woody Shaw》 - 布萊恩·林奇（英语：Brian Lynch (musician)）與群星
- 《Canto América》 - Michael Spiro/Wayne Wallace La Orquesta Sinfonietta
- 《30》 - Trio da Paz（英语：Trio Da Paz）

### 福音/当代基督教音乐类
最佳福音表演/歌曲
- 《God Provides》 - 塔米拉·曼恩（英语：Tamela Mann）
  - 词曲作者：柯克·富兰克林（英语：Kirk Franklin）
- 《It's Alright, It's Ok》 - 雪莉·卡莎（英语：Shirley Caesar） feat. 安東尼·漢密爾頓（英语：Anthony Hamilton (musician)）
  - 词曲作者：Stanley Brown & Courtney Rumble
- 《You're Bigger [Live]》 - 杰卡琳·卡尔（英语：Jekalyn Carr）
  - 词曲作者：Allundria Carr
- 《Made A Way [Live]》 - 特拉維斯·格林（英语：Travis Greene (musician)）
  - 词曲作者：特拉維斯·格林
- 《Better》 - 希西家·沃克（英语：Hezekiah Walker）
  - 词曲作者：Jason Clayborn, Gabriel Hatcher & 希西家·沃克

最佳当代基督教音乐表演/歌曲
- 《Thy Will》 - 希拉里·斯科特与斯科特家族（英语：Hillary Scott (singer)） 
  - 词曲作者：Bernie Herms, Hillary Scott & Emily Weisband
- 《Trust In You》 - 勞倫·戴格爾（英语：Lauren Daigle）
  - 词曲作者：Lauren Daigle, Michael Farren & Paul Mabury
- 《Priceless》 - 國王樂團（英语：For King & Country (band)）
  - 词曲作者：Benjamin Backus, Seth Mosley, Joel Smallbone, Luke Smallbone & Tedd Tjornhom
- 《King Of The World》 - 娜塔莉·格蘭特
  - 词曲作者：Natalie Grant, Becca Mizell & Samuel Mizell
- 《Chain Breaker》 - 扎克·威廉斯（英语：Zach Williams (musician)）
  - 词曲作者：Mia Fieldes, Jonathan Smith & Zach Williams

最佳福音专辑
- 《Losing My Religion》 - 柯克·富兰克林（英语：Kirk Franklin）
- 《Listen》 - 小蒂姆·鮑曼（英语：Tim Bowman Jr.）
- 《Fill This House》 - 雪莉·卡莎（英语：Shirley Caesar）
- 《A Worshipper's Heart [Live]》 - 托德·杜兰尼（英语：Todd Dulaney）
- 《Demonstrate [Live]》 - 威廉·墨菲（英语：William Murphy (musician)）

最佳当代基督教音乐专辑
- 《Love Remains》 - 希拉里·斯科特与斯科特家族（英语：Hillary Scott (singer)）
- 《Poets & Saints》 - 王子與公主二重唱（英语：All Sons & Daughters）
- 《American Prodigal》 - Crowder
- 《Be One》 - 娜塔莉·格蘭特
- 《Youth Revival [Live]》 - Hillsong Young & Free

最佳福音传统专辑
- 《Hymns》 - Joey + Rory
- 《Better Together》 - Gaither Vocal Band
- 《Nature's Symphony in 432》 - The Isaacs
- 《Hymns and Songs of Inspiration》 - Gordon Mote
- 《God Don't Never Change: The Songs of Blind Willie Johnson》 - （群星）， Jeffrey Gaskill制作

### 拉丁音乐类
最佳拉丁流行专辑
- 《Un Besito Más》 - 杰西与乔伊（英语：Jesse & Joy）
- 《Ilusión》 - 加碧·莫雷诺（英语：Gaby Moreno）
- 《Similares》 - 蘿拉·普西妮
- 《Seguir Latiendo》 - Sanalejo（西班牙语：Sanalejo）
- 《Buena Vida》 - 迪亚戈·托雷斯（英语：Diego Torres）

最佳拉丁摇滚/都市/另类专辑
- 《iLevitable》 - ile
- 《L.H.O.N. (La Humanidad O Nosotros)》 - Illya Kuryaki & The Valderamas
- 《Buenaventura》 - La Santa Cecilia
- 《Los Rakas》 - Los Rakas
- 《Amor Supremo》 - Carla Morrison

最佳墨西哥地区音乐专辑（含德克萨斯州墨西哥音乐）
- 《Un Azteca En El Azteca, Vol. 1 (En Vivo)》 - 比森特·費南德茲（英语：Vicente Fernández）
- 《Raíces》 - Banda El Recodo De Cruz Lizárraga
- 《Hecho A Mano》 - Joss Favela
- 《Generación Maquinaria Est. 2006》 - La Maquinaria Norteña
- 《Tributo A Joan Sebastian Y Rigoberto Alfaro》 - Mariachi Divas de Cindy Shea

最佳热带拉丁乐专辑
- 《Donde Están?》 - Jose Lugo & Guasábara Combo
- 《Conexión》 - Fonseca
- 《La Fantasia Homenaje A Juan Formell》 - Formell Y Los Van Van
- 《35 Aniversario》 - Grupo Niche
- 《La Sonora Santanera En Su 60 Aniversario》 - Sonora Santanera

### 美国本土根源音乐类
最佳美国根源音乐表演
- 《House of Mercy》 - Sarah Jarosz
- 《Ain't No Man》 - 艾未特兄弟
- 《Mother's Children Have a Hard Time》 - The Blind Boys of Alabama
- 《Factory Girl》 - Rhiannon Giddens
- 《Wreck You》 - Lori McKenna

最佳美国根源音乐歌曲
- 《Kid Sister》
  - 词曲作者：Vince Gill （The Time Jumpers演唱）
- 《Alabama at Night》
  - 词曲作者：Robbie Fulks （Robbie Fulks演唱）
- 《City Lights》
  - 词曲作者：杰克·怀特 （杰克·怀特/白线条乐团演唱）
- 《Gulfstream》
  - 词曲作者：Eric Adcock & Roddie Romero （Roddie Romero and the Hub City All-Stars演唱）
- 《Wreck You》
  - 词曲作者：Lori McKenna & Felix McTeigue （Lori McKenna演唱）

最佳美国本土音乐专辑
- 《This Is Where I Live》 - William Bell
- 《True Sadness》 -  艾未特兄弟
- 《The Cedar Creek Sessions》 - 克里斯·克里斯托佛森
- 《The Bird and the Rifle》 - Lori McKenna
- 《Kid Sister》 - The Time Jumpers

最佳蓝草专辑
- 《Coming Home》 - O'Connor Band with Mark O'Connor
- 《Original Traditional》 - Blue Highway
- 《Burden Bearer》 - Doyle Lawson & Quicksilver
- 《The Hazel and Alice Sessions》 - Laurie Lewis & The Right Hands
- 《North by South》 - Claire Lynch

最佳传统蓝调专辑
- 《Porcupine Meat》 - Bobby Rush
- 《Can't Shake the Feeling》 - Lurrie Bell
- 《Live at the Greek Theatre》 - Joe Bonamassa
- 《Blues & Ballads (A Folksinger's Songbook: Volumes I & II)》 - Luther Dickinson
- 《The Soul of Jimmie Rodgers》 - Vasti Jackson

最佳当代蓝调专辑
- 《The Last Days of Oakland》 - Fantastic Negrito
- 《Love Wins Again》 - Janiva Magness
- 《Bloodline》- Kenny Neal
- 《Give It Back to You》- The Record Company
- 《Everybody Wants a Piece》 - Joe Louis Walker

最佳民谣专辑
- 《Undercurrent》- Sarah Jarosz
- 《Silver Skies Blue》 - 茱蒂·歌琳 & Ari Hest
- 《Upland Stories》 - Robbie Fulks
- 《Factory Girl》 - Rhiannon Giddens
- 《Weighted Mind》 - Sierra Hull

最佳地区音乐专辑
- 《E Walea》 - Kalani Pe'a
- 《Broken Promised Land》 - Barry Jean Ancelet & Sam Broussard
- 《It's a Cree Thing》 - Northern Cree
- 《Gulfstream》 - Roddie Romero and the Hub City All-Stars
- 《I Wanna Sing Right: Rediscovering Lomax in the Evangeline Country》 - （群星），Joshua Caffery & Joel Savoy制作

### 雷鬼类
最佳雷鬼专辑
- 《Ziggy Marley》 - 理奇·馬利（英语：Ziggy Marley）
- 《Sly & Robbie Presents... Reggae For Her》 -  Devin Di Dakta & J.L
- 《Rose Petals'》 -  J Boog
- 《Everlasting》 - Raging Fyah
- 《Falling Into Place》 -  Rebelution
- 《SOJA: Live in Virginia》 – SOJA

### 世界音乐类
最佳世界音乐专辑
- 《Sing Me Home》 - 马友友 & 丝绸之路乐团（英语：Silkroad (arts organization)）
- 《Destiny》 - 凯尔特女人
- 《Walking in the Footsteps of Our Fathers》 - 雷村黑斧合唱團
- 《Land of Gold》 -  安諾舒卡‧香卡（英语：Anoushka Shankar）
- 《Dois Amigos, Um Século de Música: Multishow Live》 -  卡耶塔諾·費洛索 & 吉貝托·吉爾（英语：Gilberto Gil）

### 儿童类
最佳儿童专辑
- 《Infinity Plus One》 - Secret Agent 23 Skidoo
- 《Explorer of the World》 - Frances England
- 《Novelties》 - Recess Monkey
- 《Press Play》 - Brady Rymer And The Little Band That Could
- 《Saddle Up》 - The Okee Dokee Brothers

### 诵读类
最佳诵读专辑（包括诗歌、有声书和故事）
- 《In Such Good Company: Eleven Years of Laughter, Mayhem, and Fun in the Sandbox》 - 卡洛·柏奈特
- 《The Girl with the Lower Back Tattoo》 - 艾米·舒默
- 《M Train》 - 帕蒂·史密斯
- 《Under the Big Black Sun: A Personal History of L.A.Punk (John Doe with Tom DeSavia)》 - （群星）
- 《Unfaithful Music & Disappearing Ink》  - 艾維斯·卡斯提洛

### 喜剧类
最佳喜剧专辑
- 《Talking for Clapping》 – 帕頓·奧斯瓦爾特
- 《...America...Great...》 – 大衛·科茨
- 《American Myth》 – 趙牡丹
- 《Boyish Girl Interrupted》 – 泰格·諾塔洛
- 《Live at the Apollo》 – 艾米·舒默

### 音乐剧类
最佳音乐剧专辑
- 《The Color Purple》
  - 主唱：Danielle Brooks, Cynthia Erivo & Jennifer Hudson；制作人：Stephen Bray, Van Dean, Frank Filipetti, Roy Furman, Joan Raffe, Scott Sanders & Jhett Tolentino, producers；（词曲作者：Stephen Bray, Brenda Russell & Allee Willis）（百老汇新版演出阵容）
- 《Bright Star》
  - 主唱：Carmen Cusack；制作人：Jay Alix, Peter Asher & Una Jackman；作曲：Steve Martin；词曲：Edie Brickell（百老汇原始演出阵容）
- 《Fiddler on the Roof》
  - 主唱：Danny Burstein；制作人：Louise Gund, David Lai & Ted Sperling；（作曲：Jerry Bock；作词：Sheldon Harnick）（百老汇2016年版演出阵容）
- 《Kinky Boots》
  - 主唱：Killian Donnelly & Matt Henry；制作人：Sammy James, Jr., Cyndi Lauper, Stephen Oremus & William Wittman；（词曲作者：Cyndi Lauper）（伦敦西区原始演出阵容）
- 《Waitress》
  - 主唱：Jessie Mueller；制作人：Neal Avron, Sara Bareilles & Nadia DiGiallonardo；词曲作者：Sara Bareilles（百老汇原始演出阵容）

### 影视音乐类
最佳影视原声歌曲专辑
- 《瘋狂邁爾士》 - （邁爾士·戴維斯与群星）
- 《艾米》 - （群星）
- 《冲出康普顿》 - （群星）
- 《自殺突擊隊 （收藏版）》 - （群星）
- 《唱片啟示錄：第一季》 - （群星）

最佳影视原声配乐专辑
- 《星球大战：原力觉醒》
  - 作曲：約翰·威廉斯
- 《间谍之桥》
  - 作曲：湯瑪斯·紐曼
- 《八恶人》
  - 作曲：恩尼奥·莫里科内
- 《荒野猎人》
  - 作曲：阿爾瓦·諾托（英语：Alva Noto） & 坂本龙一
- 《怪奇物语第一辑》
  - 作曲：Kyle Dixon & Michael Stein
- 《怪奇物语第二辑》
  - 作曲：Kyle Dixon & Michael Stein

最佳影视原声歌曲
- 《Can't Stop The Feeling!》（出自电影《魔髮精靈》）
  - 词曲作者：Max Martin, Shellback & 贾斯汀·汀布莱克 （贾斯汀·汀布莱克、安娜·肯德里克、格温·史蒂芬妮、詹姆斯·柯登、佐伊·丹斯切尔、沃爾特·道恩（英语：Walt Dohrn）、朗·范彻斯（英语：Ron Funches）、卡洛琳·葉特、艾諾·賈沃、克里斯多福·米茲-布拉斯（英语：Christopher Mintz-Plasse）与昆瑙·纳亚尔演唱）
- 《Heathens》（出自电影《自殺突擊隊》）
  - 词曲作者：泰勒·约瑟夫 （二十一名飞行员演唱）
- 《Just Like Fire》（出自电影《爱丽丝梦游仙境2：镜中奇遇记》）
  - 词曲作者：Oscar Holter, Max Martin, 粉红佳人 & Shellback （粉红佳人演唱）
- 《Purple Lamborghini》（出自电影《自殺突擊隊》）
  - 词曲作者：Shamann Cooke, 桑尼·摩尔 & 威廉·罗伯茨 （史奇雷克斯与瑞克·羅斯演唱）
- 《Try Everything》（出自电影《疯狂动物城》）
  - 词曲作者：Mikkel S. Eriksen, 希雅·富勒 & Tor Erik Hermansen （夏奇拉演唱）
- 《The Veil》（出自电影《斯诺登》）
  - 词曲作者：彼得·蓋布瑞爾 （彼得·蓋布瑞爾演唱）

### 作曲/编排类
最佳器乐作曲
- 《Spoken at Midnight》
  - 作曲：Ted Nash；（Ted Nash Big Band演奏）
- 《Bridge of Spies (End Title)》
  - 作曲：湯瑪斯·紐曼；（湯瑪斯·紐曼演奏）
- 《The Expensive Train Set (An Epic Sarahnade for Big Band)》
  - 作曲：Tim Davies；（Tim Davies Big Band演奏）
- 《Flow》
  - 作曲：Alan Ferber；（Alan Ferber Nonet演奏）
- 《L'Ultima Diligenza Di Red Rock – Verisione Integrale》
  - 作曲：恩尼奥·莫里科内；（恩尼奥·莫里科内演奏）

最佳器乐或无伴奏合唱编排
- 《You and I》
  - 编曲：Jacob Collier （Jacob Collier表演）
- 《Ask Me Now》
  - 编曲： John Beasley（John Beasley表演）
- 《Good 'Swing' Wenceslas》
  - 编曲： Sammy Nestico（The Count Basie Orchestra表演）
- 《Linus & Lucy》
  - 编曲：Christian Jacob（The Phil Norman Tentet表演）
- 《Lucy In The Sky With Diamonds》
  - 编曲： John Daversa（John Daversa表演）
- 《We Three Kings》
  - 编曲：Ted Nash（Jazz At Lincoln Center Orchestra With Wynton Marsalis表演）

最佳伴唱器乐编排
- 《Flintstones》
  - 编曲：Jacob Collier （Jacob Collier表演）
- 《Do You Hear What I Hear?》
  - 编曲：Gordon Goodwin（Gordon Goodwin's Big Phat Band Featuring Take 6表演）
- 《Do You Want to Know a Secret》
  - 编曲：John Daversa（John Daversa Featuring Renee Olstead表演）
- 《The Music》
  - 编曲：Alan Broadbent（克莉絲汀·錢諾維斯表演）
- 《Somewhere (Dirty Blvd) (Extended Version)》
  - 编曲：Billy Childs & Larry Klein （郎朗 Featuring Lisa Fischer & Jeffrey Wright表演）

### 包装设计类
最佳唱片包装
- 《Blackstar》
  - 艺术总监：Jonathan Barnbrook（大卫·鲍伊表演）
- 《Anti》（豪华版）
  - 艺术总监：Ciarra Pardo & Robyn Fenty（蕾哈娜表演）
- 《Human Performance》
  - 艺术总监：Andrew Savage（Parquet Courts表演）
- 《Sunset Motel》 
  - 艺术总监：Sarah Dodds & Shauna Dodds（Reckless Kelly表演）
- 《22, A Million》
  - 艺术总监：Eric Timothy Carlson（美好冬季乐团表演）

最佳盒装或特殊限定版包装
- 《Edith Piaf 1915–2015》
  - 艺术总监：Gérard Lo Monaco（艾迪特·皮雅芙表演）
- 《401 Days》
  - 艺术总监：Jonathan Dagan & Mathias Høst Normark（J.Views表演）
- 《I Like It When You Sleep, For You Are So Beautiful Yet So Unaware Of It》
  - 艺术总监：Samuel Burgess-Johnson & Matthew Healy（The 1975表演）
- 《Paper Wheels》（豪华限定版）
  - 艺术总监：Matt Taylor（Trey Anastasio表演）
- 《Tug of War》（豪华版）
  - 艺术总监：Simon Earith & James Musgrave（保罗·麦卡特尼表演）

### 内页设计类
最佳内页设计
- 《Sissle and Blake Sing Shuffle Along》
  - 内页设计：Ken Bloom & Richard Carlin（Eubie Blake & Noble Sissle表演）
- 《The Complete Monument & Columbia Album Collection》
  - 内页设计：Mikal Gilmore（克里斯·克里斯托佛森表演）
- 《The Knoxville Sessions, 1929–1930: Knox County Stomp》
  - 内页设计：Ted Olson & Tony Russell（群星表演）
- 《Ork Records: New York, New York》
  - 内页设计：Rob Sevier & Ken Shipley（群星表演）
- 《Waxing The Gospel: Mass Evangelism & The Phonograph, 1890–1990 
  - 内页设计：Richard Martin（群星表演）

### 历史类
最佳历史专辑
- 《The Cutting Edge 1965–1966: The Bootleg Series, Vol. 12》（典藏版）
  - 合辑制作：Steve Berkowitz & Jeff Rosen；母带工程师：Mark Wilder （鲍勃·迪伦表演）
- 《Music of Morocco from the Library of Congress: Recorded By Paul Bowles, 1959》
  - 合辑制作：April G. Ledbetter, Steven Lance Ledbetter, Bill Nowlin & Philip D. Schuyler；母带工程师：Rick Fisher & Michael Graves （群星表演）
- 《Ork Records: New York, New York》
  - 合辑制作：Rob Sevier & Ken Shipley；母带工程师：Jeff Lipton & Maria Rice （群星表演）
- 《Vladimir Horowitz: The Unreleased Live Recordings 1966–1983》
  - 合辑制作：Bernard Horowitz, Andreas K. Meyer & Robert Russ；母带工程师：Andreas K. Meyer & Jeanne Montalvo（弗拉基米尔·霍洛维茨表演）
- 《Waxing The Gospel: Mass Evangelism & the Phonograph, 1890–1990》 
  - 合辑制作：Michael Devecka, Meagan Hennessey & Richard Martin；母带工程师：Michael Devecka, David Giovannoni, Michael Khanchalian & Richard Martin （群星表演）

### 非古典制作类
最佳非古典录音工程专辑
- 《Blackstar》
  - 录音工程师：David Bowie, Tom Elmhirst, Kevin Killen & Tony Visconti；母带工程师：Joe LaPorta （大卫·鲍伊表演）
- 《Are You Serious》
  - 录音工程师：Tchad Blake & David Boucher；母带工程师：Bob Ludwig （Andrew Bird表演）
- 《Dig In Deep》
  - 录音工程师：Ryan Freeland；母带工程师：Kim Rosen （邦妮·瑞特表演）
- 《Hit n Run Phase Two》
  - 录音工程师：Booker T., Dylan Dresdow, Chris James, Prince & Justin Stanley；母带工程师：Dylan Dresdow （王子表演）
- 《Undercurrent》
  - 录音工程师：Shani Gandhi & Gary Paczosa；母带工程师：Paul Blakemore （Sarah Jarosz表演）

年度非古典类制作人
- 格萊格·科爾斯汀
  - 《Cheap Thrills》（希雅 feat. 尚恩·保罗单曲） 
  - 《Hello》（阿黛尔单曲） 
  - 《Love You to Death》（泰根與莎拉专辑）
  - 《Million Years Ago》（阿黛尔歌曲）
  - 《Something in the Way You Move》（艾丽·高登歌曲） 
  - 《Water Under the Bridge》（阿黛尔歌曲）
- Benny Blanco
  - 《Cold Water》（超級雷射光（英语：Major Lazer） feat. 贾斯汀·比伯 & MØ单曲）
  - 《Friends》（Francis and the Lights feat. 美好冬季乐团单曲） 
  - 《Kill Em with Kindness》（赛琳娜·戈麦斯歌曲）
  - 《Love Yourself》（贾斯汀·比伯单曲）
  - 《Luv》（Tory Lanez单曲）
  - 《Wild Love》（Cashmere Cat feat. 威肯 & Francis and the Lights单曲）
- 马克斯·马丁
  - 《Can't Stop the Feeling!》（贾斯汀·汀布莱克单曲）
  - 《Dangerous Woman》（爱莉安娜·格兰德单曲）
  - 《Into You》（爱莉安娜·格兰德单曲）
  - 《Just Like Fire》（粉红佳人歌曲）
  - 《Rise》（凯蒂·派瑞单曲）
  - 《Send My Love (To Your New Lover)》（阿黛尔单曲）
  - 《Side to Side》（爱莉安娜·格兰德 feat. 妮琪·米娜歌曲）
- Nineteen85
  - 《For Free》（DJ 哈立德 feat. 德雷克单曲）
  - 《Hotline Bling》（德雷克单曲）
  - 《Not Nice》（PartyNextDoor单曲）
  - 《One Dance》（德雷克 feat. Wizkid & Kyla单曲）
  - 《Rising Water》（James Vincent McMorrow歌曲）
  - 《Sept. 5th》（dvsn专辑）
  - 《Too Good》（德雷克 feat. 蕾哈娜单曲）
  - 《We Move》（James Vincent McMorrow专辑）
- Ricky Reed
  - 《Better》（梅根·崔娜 feat. Yo Gotti单曲）
  - 《Cruel World》（Phantogram单曲）
  - 《Girls Talk Boys》（五秒盛夏单曲）
  - 《HandClap》（Fitz and The Tantrums单曲）
  - 《Me Too》（梅根·崔娜单曲）
  - 《No》（梅根·崔娜单曲）
  - 《Sober》（DJ蛇王 featuring JRY歌曲）
  - 《You Don't Get Me High Anymore》（Phantogram单曲）

最佳非古典重混制作
- 《Tearing Me Up》 (RAC Remix)
  - 重混：André Allen Anjos （Bob Moses表演）
- 《Cali Coast》 (Psionics Remix) 
  - 重混：Josh Williams（Soul Pacific表演）
- 《Heavy Star Movin'》 (staRo Remix)
  - 重混： staRo（The Silver Lake Chorus表演）
- 《Nineteen Hundred and Eighty-Five》 (Timo Maas & James Teej Remix)
  - 重混：Timo Maas & James Teej（保罗·麦卡特尼与羽翼乐队表演）
- 《Only》 (Kaskade × Lipless Remix)
  - 重混：Kaskade & Lipless（Ry X表演）
- 《Wide Open》 (Joe Goddard Remix)
  - 重混： Joe Goddard（化学兄弟表演）

### 立体声制作类
最佳立体声专辑
- 《Dutilleux: Sur La Mêe Accord; Les Citations; Mystère De L'Instant & Timbres, Espace, Mouvement》
  - 立体声混音工程师：Alexander Lipay & Dmitriy Lipay；立体声母带工程师：Dmitriy Lipay；立体声制作人：Dmitriy Lipay （Ludovic Morlot & Seattle Symphony表演）
- 《Johnson: Considering Matthew Shephard》
  - 立体声混音工程师：Brad Michel；立体声母带工程师：Brad Michel；立体声制作人：Robina G. Young（Craig Hella Johnson & Conspirare表演）
- 《Maja S.K. Ratkje: And Sing ...》
  - 立体声混音工程师：Morten Lindberg；立体声母带工程师：Morten Lindberg；立体声制作人：Morten Lindberg（Maja S.K. Ratkje, Cikada & Oslo Sinfonietta表演）
- 《Primus & The Chocolate Factory》 
  - 立体声混音工程师：Les Claypool；立体声母带工程师：Stephen Marcussen；立体声制作人：Les Claypool（Primus表演）
- 《Reflections》
  - 立体声混音工程师：Morten Lindberg；立体声母带工程师：Morten Lindberg；立体声制作人：Morten Lindberg（Øyvind Gimse, Geir Inge Lotsberg & Trondheimsolistene表演）

### 古典制作类
最佳古典录音工程专辑
- 《The Ghosts of Versailles》'
  - 录音工程师：Mark Donahue, Fred Vogler & David L Williams；（James Conlon, Guanqun Yu, Joshua Guerrero, Patricia Racette, Christopher Maltman, Lucy Schaufer, Lucas Meachem, LA Opera Chorus & Orchestra表演）
- 《Dutilleux: Sur La Mêe Accord; Les Citations; Mystère De L'Instant & Timbres, Espace, Mouvement》
  - 录音工程师：Alexander Lipay & Dmitriy Lipay（Ludovic Morlot & Seattle Symphony）
- 《Reflections》
  - 录音工程师：Morten Lindberg（Øyvind Gimse, Geir Inge Lotsberg & Trondheimsolistene）
- 《Shadow of Sirius》
  - 录音工程师：Silas Brown & David Frost（Silas Brown表演）
- 《Under Stalin's Shadow – Symphonies Nos. 5, 8 & 9》
  - 录音工程师：Shawn Murphy & Nick Squire；母带工程师：Tim Martyn（Andris Nelsons & 波士顿交响乐团表演）

年度古典制作人
- David Frost
  - 《Bach: The Cello Suites According To Anna Magdalena》（Matt Haimovitz）
  - 《Bates: Anthology Of Fantastic Zoology》（Riccardo Muti & Chicago Symphony Orchestra）
  - 《Beethoven: Piano Sonatas, Vol. 5》（Jonathan Biss）
  - 《Brahms & Dvořák: Serenades》（Boston Symphony Chamber Players）
  - 《Fitelberg: Chamber Works》（ARC Ensemble）
  - 《Ispirare》（Melia Watras）
  - 《Overtures To Bach》（Matt Haimovitz）
  - 《Schoenberg: Kol Nidre; Shostakovich: Suite On Verses Of Michelangelo Buonarroti》（Ildar Abdrazakov, Alberto Mizrahi, Riccardo Muti, Duain Wolfe, Chicago Symphony Orchestra & Chorus）
  - 《Shadow Of Sirius》（Jerry F. Junkin & The University Of Texas Wind Ensemble）
- Blanton Alspaugh
  - 《The Aeolian Organ At Duke University Chapel》（Christopher Jacobson）
  - 《Bolcom: Canciones De Lorca & Prometheus》（René Barbera, Jeffrey Biegel, Carl St. Clair, Pacific Chorale & Pacific Symphony）
  - 《Brahms: The Four Symphonies》（Leonard Slatkin & Detroit Symphony Orchestra）
  - 《Copland: Appalachian Spring Complete Ballet; Hear Ye! Hear Ye!》（Leonard Slatkin & Detroit Symphony Orchestra）
  - 《Corigliano: The Ghosts Of Versailles》（James Conlon, Guanqun Yu, Joshua Guerrero, Patricia Racette, Christopher Maltman, Lucy Schaufer, Lucas Meachem, LA Opera Chorus & Orchestra）
  - 《Dvořák: Symphonies Nos. 7 & 8》（Andrés Orozco-Estrada & Houston Symphony）
  - 《Dvořák: Symphony No. 6; Slavonic Dances》（Andrés Orozoco-Estrada & Houston Symphony）
  - 《Floyd: Wuthering Heights》（Joseph Mechavich, Heather Buck, Vale Rideout, Susanne Mentzer, Kelly Markgraf, Georgia Jarman, Milwaukee Symphony Orchestra & Florentine Opera Company）
- Marina A. Ledin, Victor Ledin
  - 《Friedman: Original Piano Compositions》（Joseph Banowetz）
  - 《Moszkowski: From Foreign Lands》（Martin West & San Francisco Ballet Orchestra）
- Judith Sherman
  - 《American First Sonatas》（Cecile Licad）
  - 《Berlin: This Is The Life!》（Rick Benjamin & Paragon Ragtime Orchestra）
  - 《Centennial Commissions, Vol. II》（Charles Neidich & Pro Arte Quartet）
  - 《Gernsheim & Brahms: Piano Quintets》（Reiko Uchida & Formosa Quartet）
  - 《Latin American & Spanish Masterpieces For Flute & Piano》（Stephanie Jutt）
  - 《Similar Motion》（Momenta Quartet）
  - 《Tchaikovsky: Complete Works For Violin & Orchestra》（Jennifer Koh, Alexander Vedernikov & Odense Symphony Orchestra）
  - 《Tower: String Quartets Nos. 3-5 & Dumbarton Quintet》（Miami String Quartet）
- Robina G. Young
  - 《Johnson: Considering Matthew Shepard》（Craig Hella Johnson & Conspirare）
  - 《Lutosławski: Concerto For Orchestra; Brahms: Piano Quartet》（Miguel Harth-Bedoya & Fort Worth Symphony Orchestra）
  - 《Mozart: Keyboard Music, Vols. 8 & 9》（Kristian Bezuidenhout）
  - 《Prokofiev: Piano Concertos Nos. 2 & 5》（Vadym Kholodenko, Miguel Harth-Bedoya & Fort Worth Symphony Orchestra）
  - 《A Wondrous Mystery - Renaissance Choral Music For Christmas》（Stile Antico）

### 古典类
最佳管弦乐演奏
- 《Shostakovich: Under Stalin's Shadow – Symphonies Nos. 5, 8 & 9》
  - 指挥：Andris Nelsons（波士顿交响乐团表演）
- 《Bates: Works for Orchestra》
  - 指挥：邁可·提爾森·湯瑪斯（旧金山交响乐团表演）
- 《Ibert: Orchestral Works》
  - 指挥：Neeme Järvi（瑞士法语区管弦乐团表演）
- 《Prokofiev: Symphony No. 5 In B-Flat Major, Op. 100》
  - 指挥：马里斯·扬颂斯（王家音樂廳管弦樂團表演）
- 《Rouse: Odna Zhizn; Symphonies 3 & 4; Prospero's Rooms》 
  - 指挥：阿倫·基爾伯特（纽约爱乐乐团表演）

最佳歌剧唱片
- 《Corigliano: The Ghosts of Versailles》
  - 指挥：James Conlon；主唱：Joshua Guerrero, Christopher Maltman, Lucas Meachem, Patricia Racette, Lucy Schaufer & Guanqun Yu；制作人：Blanton Alspaugh（LA Opera Orchestra；LA Opera Chorus）
- 《Handel: Giulio Cesare》
  - 指挥：Giovanni Antonini；主唱：Cecilia Bartoli, Philippe Jaroussky, Andreas Scholl & Anne-Sofie von Otter；制作人：Samuel Theis（Il Giardino Armonico）
- 《Higdon: Cold Mountain》
  - 指挥：Miguel Harth-Bedoya；主唱：Emily Fons, Nathan Gunn, Isabel Leonard & Jay Hunter Morris；制作人：Elizabeth Ostrow（The Santa Fe Opera Orchestra；Santa Fe Opera Apprentice Program for Singers）
- 《Mozart: Le Nozze De Figaro》
  - 指挥：Yannick Nézet-Séguin；主唱：Thomas Hampson, Christiane Karg, Luca Pisaroni & Sonya Yoncheva；制作人：Daniel Zalay（Chamber Orchestra of Europe；Vocalensemble Rastatt）
- 《Szymanowski: Król Roger》
  - 指挥：Antonio Pappano；主唱：Georgia Jarman, Mariusz Kwiecień & Saimir Pirgu；制作人： Jonathan Allen（Orchestra Of The Royal Opera House；Royal Opera Chorus）

最佳合唱表演
- 《Penderecki Conducts Penderecki, Volume 1》
  - 指挥：克里斯托弗·潘德列茨基；合唱指挥：Henryk Wojnarowski（Nikolay Didenko, Agnieszka Rehlis & Johanna Rusanen主唱；華沙國家愛樂樂團管弦乐；華沙國家愛樂樂團和声）
- 《Himmelrand》
  - 指挥：Elisabeth Holte （Marianne Reidarsdatter Eriksen, Ragnfrid Lie & Matilda Sterby主唱；Inger-Lise Ulsrud伴奏；Uranienborg Vokalensemble和声）
- 《Janáček: Glagolitic Mass》 
  - 指挥：Edward Gardner；合唱指挥：Håkon Matti Skrede（Susan Bickley, Gábor Bretz, Sara Jakubiak & Stuart Skelton主唱；Thomas Trotter伴奏；Bergen Philharmonic Orchestra管弦乐；Bergen Cathedral Choir, Bergen Philharmonic Choir, Choir of Collegium Musicum & Edvard Grieg Kor和声）
- 《Lloyd: Bonhoeffer》
  - 指挥：Donald Nally（Malavika Godbole, John Grecia, Rebecca Harris & Thomas Mesa主唱；The Crossing合奏）
- 《Steinberg: Passion Week》 
  - 指挥：Steven Fox（The Clarion Choir）

最佳室内乐/小团体表演
- 《Steve Reich》 - Spektral Quartet
- 《Fitelberg: Chamber Works》 - ARC Ensemble
- 《Reflections》 -  Øyvind Gimse, Geir Inge Lotsberg & Trondheimsolistene
- 《Serious Business》 - Third Coast Percussion
- 《Trios fom Our Homelands》 - Lincoln Trio

最佳古典器乐独奏
- 《Daugherty: Tales Of Hemingway》
  - Zuill Bailey；指挥：Giancarlo Guerrero（Nashville Symphony）
- 《Adams, J.: Scheherazade.2》
  - Leila Josefowicz；指挥：David Robertson（Chester Englander; St. Louis Symphony）
- 《Dvorák: Violin Concerto & Romance; Suk: Fantasy》 
  - 克里斯蒂安·特茲拉夫；指挥：John Storgårds（Helsinki Philharmonic Orchestra）
- 《Mozart: Keyboard Music, Vols. 8 & 9》 
  - Kristian Bezuidenhout
- 《1930's Violin Concertos, Vol. 2》
  - Gil Shaham；指挥：Stéphane Denève（The Knights & Stuttgart Radio Symphony Orchestra）

最佳古典声乐独唱专辑（结果出现并列）
- 《Schumann & Berg》
  -  Dorothea Röschmann；伴奏：Mitsuko Uchida
- 《Shakespeare Songs》
  -  Ian Bostridge；伴奏：Antonio Pappano（Michael Collins, Elizabeth Kenny, Lawrence Power & Adam Walker）
- 《Monteverdi》
  - Magdalena Kožená；指挥：Andrea Marcon（David Feldman, Michael Feyfar, Jakob Pilgram & Luca Tittoto; La Cetra Barockorchester Basel）
- 《Mozart: The Weber Sisters》
  - Sabine Devieilhe；指挥：Raphaël Pichon（Pygmalion）
- 《Verismo》
  - Anna Netrebko；指挥：Antonio Pappano（Yusif Eyvazov; Coro Dell'Accademia Nazionale Di Santa Cecilia; Orchestra Dell'Accademia Nazionale Di Santa Cecilia）

最佳古典简编
- 《Daugherty: Tales of Hemingway; American Gothic; Once Upon a Castle》
  - 指挥：Giancarlo Guerrero；制作人：Tim Handley
- 《Gesualdo》
  - 指挥：Tõnu Kaljuste；制作人：Manfred Eicher
- 《Vaughan Williams: Discoveries》
  - 指挥：Martyn Brabbins；制作人：Ann McKay
- 《Wolfgang: Passing Through》
  - 制作人：Judith Farmer & Gernot Wolfgang
- 《Zappa: 200 Motels - The Suites》
  - 指挥：Esa-Pekka Salonen；制作人：Frank Filipetti & Gail Zappa

最佳当代古典乐作曲
- 《Daugherty: Tales of Hemingway》
  - 作曲：Michael Daugherty（Zuill Bailey, Giancarlo Guerrero & Nashville Symphony表演）
- 《Bates: Anthology of Fantastic Zoology》
  - 作曲：Mason Bates（Riccardo Muti & Chicago Symphony Orchestra表演）
- 《Higdon: Cold Mountain》
  - 作曲：Jennifer Higdon；歌剧编剧：Gene Scheer
- 《Theofanidis: Bassoon Concerto》
  - 作曲：Christopher Theofanidis（Martin Kuuskmann, Barry Jekowsky & Northwest Sinfonia表演）
- 《Winger: Conversations with Nijinsky》
  - 作曲：C. F. Kip Winger（Martin West & San Francisco Ballet Orchestra表演）

### 音乐录影带/音乐电影类
最佳音乐录影带
- 《Formation》 - 碧昂丝
  - 导演：Melina Matsoukas；制片：Nathan Scherrer
- 《River》 - 利昂·布里奇斯（英语：Leon Bridges）
  - 导演：Miles Jay；制片：Dennis Beier, Allison Kunzman & Saul Levitz
- 《Up & Up》 - 酷玩乐队
  - 导演：Vania Heymann & Gal Muggia；制片：Juliette Larthe & Natan Schottenfels
- 《Gosh》 - 傑米XX（英语：Jamie XX）
  - 导演：Romain Gavras；制片：Iconoclast
- 《Upside Down & Inside Out》 - OK Go
  - 导演：Damian Kulash Jr. & Trish Sie；制片：Melissa Murphy & John O'Grady

最佳音乐电影
- 《The Beatles: Eight Days A Week The Touring Years》 - （披頭四樂隊）
  - 导演：朗·霍华德；制片：Brian Grazer, 朗·霍华德, Scott Pascucci & Nigel Sinclair
- 《I'll Sleep When I'm Dead》 - 史蒂夫·青木
  - 导演：Justin Krook；制片：Brent Almond, Matt Colon, David Gelb, Ryan Kavanaugh, Happy Walters & Matthew Weaver
- 《Lemonade》 - 碧昂丝
  - 导演：碧昂丝·诺利斯·卡特 & Kahlil Joseph；制片：碧昂丝·诺利斯·卡特
- 《The Music Of Strangers》 - 马友友 & 丝绸之路乐团（英语：Silkroad (arts organization)）
  - 导演：摩根·内维尔；制片：Caitrin Rogers
- 《American Saturday Night: Live From The Grand Ole Opry》 - （群星）
  - 导演：George J. Flanigen IV；制片：Steve Buchanan, John Burke & Lindsey Clark, Robert Deaton, Pete Fisher & George J. Flanigen IV